# واحد ۷
واحد ۷ (اسپانیایی: Grupo 7‎) فیلمی در ژانر اکشن به کارگردانی آلبرتو رودریگس لیبررو است که در سال ۲۰۱۲ منتشر شد. از بازیگران آن می‌توان به ماریو کاساس، خولیان بیاگران و آنتونیو د لا توره اشاره کرد.
این فیلم در سال ۲۰۱۲ میلادی، نامزد دریافتِ ۱۶ جایزه گویا بود که در نهایت، موفق به دریافتِ ۲ جایزهٔ آن («بهترین هنرپیشه جدید» و «بهترین هنرپیشه نقش مکمل مرد») شد. همچنین در همان سال و در جشنواره فیلم ترایبکا، این فیلم، برندهٔ «دیپلم افتخار داوران» بابت «بهترین فیلم‌برداری» شد.